# Minoa (New York)
Minoa è un villaggio degli Stati Uniti d'America, situato nello stato di New York, nella contea di Onondaga.